# Eulampis
Eulampis là một chi chim trong họ Chim ruồi.

## Hình ảnh

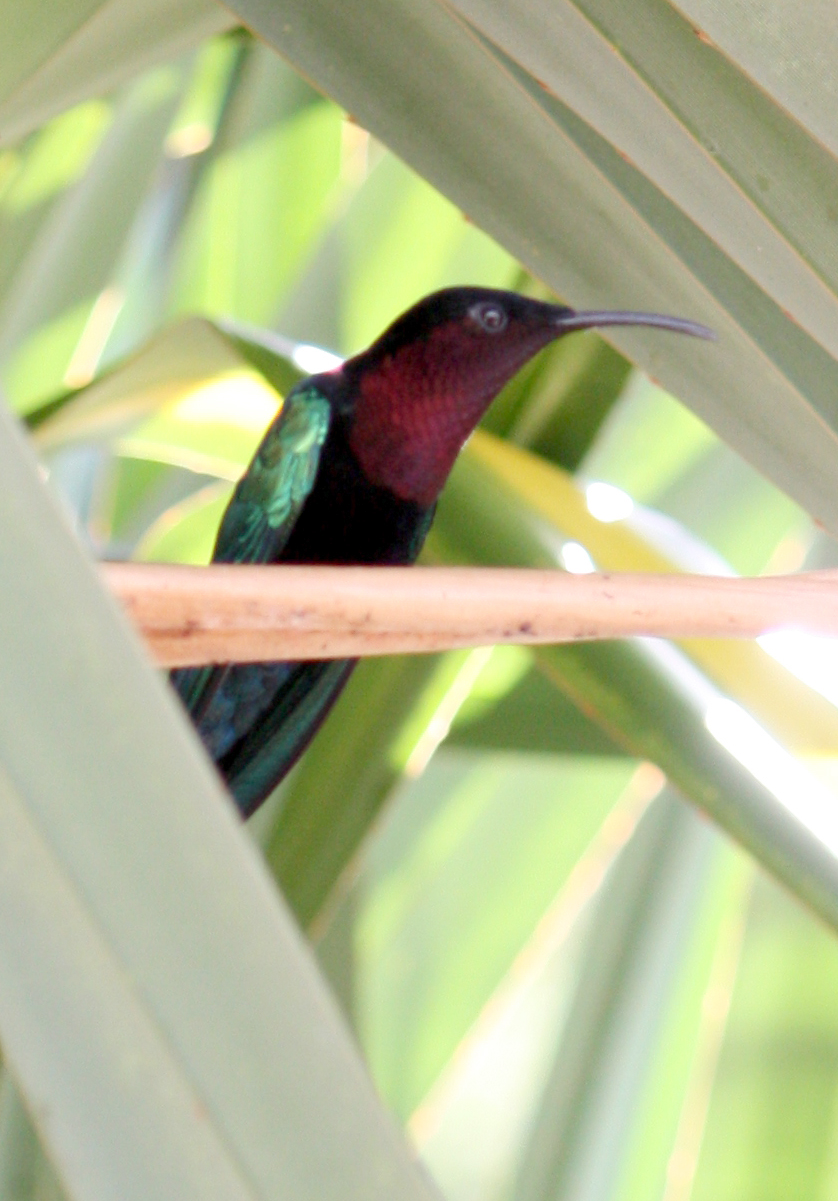
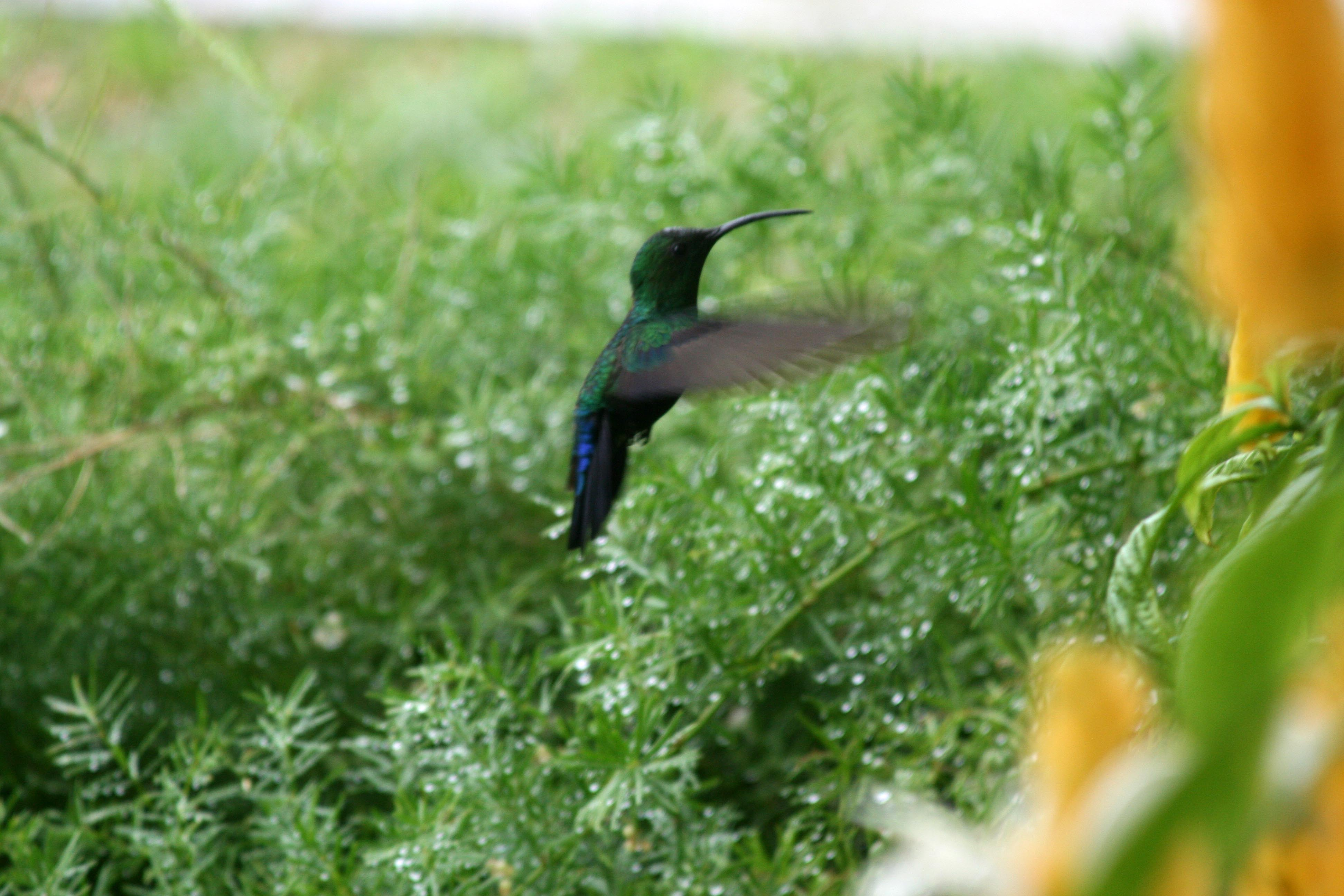
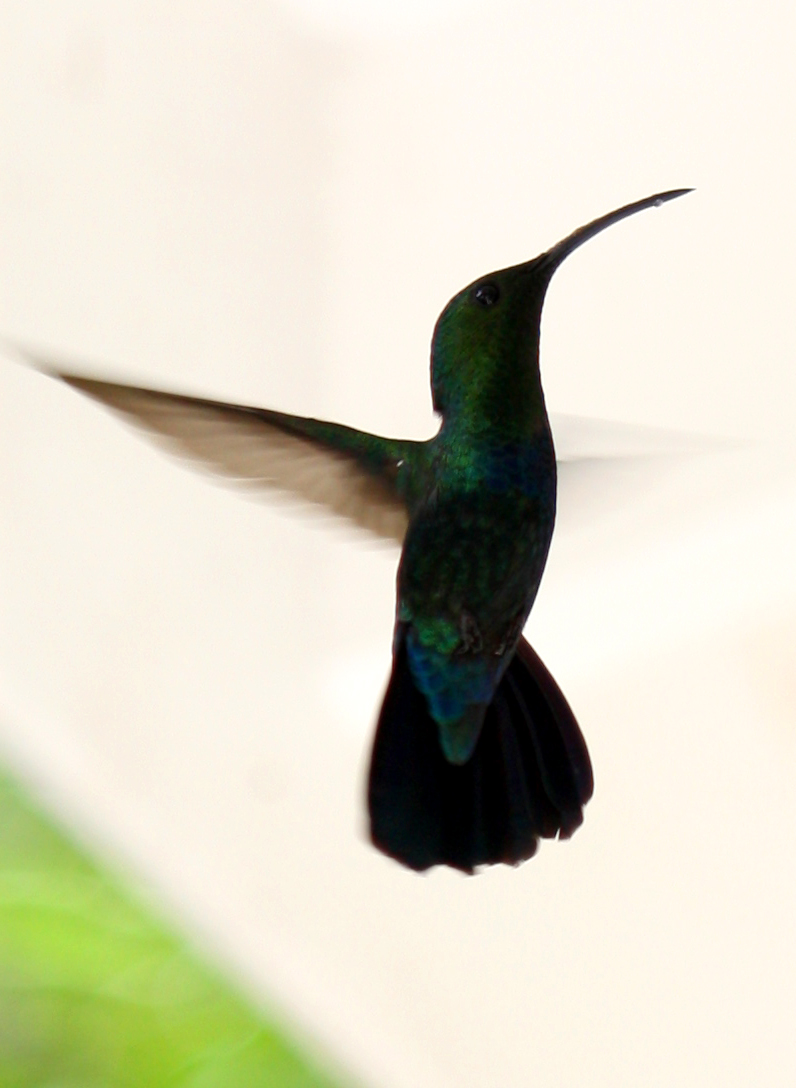